# Canal Sae-Paunküla
Le canal Sae-Paunküla (en estonien : Sae-Paunküla kanal) est un canal dans le comté de Järva et le comté de Harju en Estonie.

## Présentation
Le canal Sae-Paunküla est situé à Albu dans le comté de Järva et à  Anija et Kose dans le comté de Harju.
Le canal commence au fleuve Jägala à Albu et se jette dans le réservoir de Paunküla à Kose.
Le canal fait partie du système d'approvisionnement en eau de Tallinn,.

## Caractéristiques et débit du canal
Dans la partie du bassin versant du fleuve Jägala, où il traverse Kõrvemaa, l'eau est acheminée du Jägala vers le canal.
Le ruisseau Sae s'y écoule également à côté.
Après seulement 1,1 kilomètre, le canal traverse la frontière du comté de Harju et ne parcoure que 1,7 kilomètre dans la commune d'Anija.
Ensuite, le canal entre à Kose où il parcourt ses derniers 7,6 kilomètres.

## Histoire
Le lac artificiel de Paunküla a été achevé en 1960 et agrandi en 1975-1976. Parallèlement, le canal Sae-Paunküla a été construit pour amener l'eau dans la partie nord du lac artificiel.
Environ 5 millions de m³ d'eau sont pompés annuelement de la rivière Pirita vers la partie sud du lac artificiel.